# Бої за Іловайськ
Бої за Іловайськ, відомі також у проросійських ЗМІ як Іловайський котел — бойові дії, що розгорнулися під містом Іловайськ Донецької області у ході російсько-української війни у серпні 2014 року. На початковому етапі українські війська оточували проросійських бойовиків, а з 24 серпня українському угрупуванню в тил зайшла значна кількість регулярних військ РФ, змінивши хід боїв.
Операція почалася у перших числах серпня. 18 серпня, у ході запеклих боїв, українські силовики, що значною частиною складалися з добровольчих батальйонів, увійшли в Іловайськ. Вони змогли взяти під свій контроль частину міста, однак після заходу значних сил регулярних російських військ 23—24 серпня у тил українського угрупування з території РФ, а також через дезертирство окремих українських підрозділів, іловайське угрупування опинилося в оточенні. У ніч з 28 на 29 серпня Путін звернувся до «сил ополчення» із закликом відкрити гуманітарний коридор для українських військових, що опинилися в оточенні. О 8:15 українські військові організованими колонами почали рух із міста за попередньо домовленими з російською стороною маршрутами. Спершу українські колони безперешкодно рухалися повз російські укріплені позиції, проте через деякий час російські війська відкрили вогонь, розстрілявши колони на марші.
Бої під Іловайськом — це перша сутичка сил ЗСУ з регулярними частинами армії РФ. Збройні сили України зупинили наступ на Донбасі та перейшли до оборони. Керівництво України, скориставшись із запаморочення від перших успіхів регулярних сил росіян і поширення дезінформації про «важкі втрати» ЗСУ в українському інфопросторі, провело інформаційну операцію, метою якої було укладення Мінського перемир'я: нав'язати ворогу такі умови, які унеможливлять його подальші широкомасштабні бойові дії. Перемовини було проведено в рамках контактної групи Україна — Росія — ОБСЄ із залученням представників російських бойовиків.
Станом на кінець серпня 2017 року практично завершено процес встановлення, ідентифікації та перепоховання загиблих. Відповідно до даних Національного військово-історичного музею, у тих боях 7—31 серпня 2014 року полягло 368 українських бійців, 18 вважають зниклими безвісти. [⇨]

## Передумови та обстановка у секторі
Станом на початок серпня 2014 р. взяттям с. Степанівка і смт Никифорове було проведено успішну операцію з розблокування підрозділів 24 ОМБр, 72 ОМБр, 79 ОАеМБр та українських прикордонників, що впродовж тижнів перебували під обстрілами зі сторони РФ, і були відрізані силами проросійських формувань укріпленнями в районі Савур-Могили й навколишніх населених пунктів. Розблокування здійснювалося силами 1-го батальйону і 3-ї батальйонно-тактичної групи 30 ОМБр, батальйону 25 ОПДБр та батальйону 95 ОАеМБр. Звільнені з оточення підрозділи вирушили до пункту постійної дислокації поза зоною проведення АТО. Батальйон 95 ОАеМБр вирушив у рейд на схід, батальйон 25 ОПДБр з боями попрямував на північ через Шахтарськ, а 30 ОМБр встановила мережу блок-постів та опорних пунктів від Степанівки до Боково-Платове.
Таким чином, на початок серпня конфігурація українських сил у двох секторах була такою:
- 3 БТГр 30 ОМБр (складалася переважно з мобілізованих) — район с. Степанівка
- 1-й батальйон 30 ОМБр (особовий склад з контрактників) — смт Боково-Платове
- БТГр 51 ОМБр — с. Петрівське, що західніше Савур-Могили
- 5 БТрО «Прикарпаття» (зовсім не мав важкого озброєння) — м. Амвросіївка
- РТГр 28 ОМБр — північніше Амвросіївки
- загони Національної гвардії Південного оперативного командування — сел. Лисиче (південніше Амвросіївки)[вин 3]
- 39 БТрО «Дніпро-2» (31 особа[вин 4]) — блокпости від с. Многопілля до с. Обільне Старобешівського району.[джерело?] За даними «Тижня», блокпости розміщувалися від Амвросіївки до смт Кутейникове[вин 5]
- 40 БТрО «Кривбас» (202 особи[вин 6]) — блокпости від смт Кутейникове до смт Старобешеве[вин 7]

### Задум операції
4 серпня штаб Антитерористичної операції видав бойовий наказ військам Сектору «Б» на оточення Донецька, місто мало оточуватися з двох сторін. З півночі підрозділи 93 ОМБр мали вийти з району смт Верхньоторецьке і дійти до смт Нижня Кринка, перекривши основні шляхи сполучення між Донецьком і Горлівкою. З півдня мав бути завданий основний удар: від м. Старобешеве на Іловайськ, а потім на Харцизьк і Зугрес. В районі Нижньої Кринки та Зугресу війська мали зустрітися. Повне оточення не планувалося через брак сил: задум операції полягав у перехопленні основних шляхів комунікацій.
Командування сектору отримало незначні за чисельністю підрозділи зі складу 17 ОТБр, 93 ОМБр, 51 ОМБр. Для боїв у місті планувалося залучити мотивовану піхоту зі складу добровольчих батальйонів МВС та НГУ.

### Чисельність українських підрозділів
Чисельність добровольчих загонів національної гвардії та міліції особливого призначення, що брали участь у штурмі Іловайська:
- «Донбас»: 192—220 осіб[вин 8]
- «Дніпро-1»: 78 осіб[вин 9]
- «Миротворець»: 52—74 особи[вин 10]
- «Херсон»: 27—30 осіб[вин 11]
- «Івано-Франківськ»: 25—33 особи[вин 12]
- «Світязь»: 23—40 осіб[вин 13]
- «Азов»
- «Шахтарськ»: близько 200 осіб[джерело?]

Разом з підрозділами Збройних сил України у боях під Іловайськом всього брало участь близько 1400 осіб.
За іншими даними, на момент виходу угруповання українських військ могло сягати 1700 осіб.

### Російське розгортання
На фоні початку спроб українських сил здобути Іловайськ, ситуація у секторі почала ускладнюватися.
6—7 серпня з'явилась інформація, що через смт Ізварине зайшли регулярні підрозділи російської армії.
Починаючи з 9 серпня регулярні війська російської армії почали займати ключові пункти фронту. На першому етапі ними були зайняті вузли комунікацій, значно посилені артилерійські обстріли. Поки регулярні війська використовувалися як оперативний резерв, підрозділи з-поміж проросійських збройних угрупувань тепер вивільнилися для використання російським командуванням виключно для атакувальних дій.
З 11 серпня значно зросло число артилерійських обстрілів позицій 3-го батальйону 30 ОМБр в районі с. Степанівка. Російські регулярні підрозділи почали вторгнення — було взято КПП Маринівка, підрозділи 18-ї мотострілецької бригади РФ зайшли в с. Дмитрівка, а 12 серпня змогли дійти до м. Сніжне, з'єднавшись з нерегулярними проросійськими формуваннями. 13 серпня танкова колона проросійських сил вийшла на с. Степанівка. 3-й батальйон 30 ОМБр у Степанівці був остаточно деморалізований під артударами, втратив мораль і при появі танкових колон покинув населений пункт, залишивши таким чином 1-й батальйон у смт Боково-Платове у глибокому тилу противника. Військовослужбовці 3-го батальйону 30 ОМБр самовільно покинули зону бойових дій, повернувшись у місця постійної дислокації. В результаті боїв під Степанівкою російським військам вдалося пробити коридор до Сніжного, оволодіти автотрасою, і відновити пряме сполучення з Ростовом-на-Дону.
16 серпня проросійські сили займають КПП Успенка, і російська артилерія тепер починає завдавати ударів по Амвросіївці.
19—20 серпня колона бронетехніки супротивника з'явилась поміж Савур-Могилою та с. Петрівське, біля позицій БТГр 51 ОМБр. Внаслідок бою батальйон залишив село і відступив на захід до сектору Б, в район смт Кутейникове.
21 серпня на підкріплення до сектора Б прибуває підрозділ 93 ОМБр: 1-й механізований батальйон і зведена рота (337 осіб, 2 танки, 12 БМП). Зведена рота у складі 187 осіб з танками і БМП була відправлена для спроби відбити с. Петрівське під Савур-Могилою. Спроби закріпитися у Петрівському були невдалі, і рота повернулася 23 серпня у сел. Дзеркальне, втративши 2 БМП.
23 серпня особовий склад БТрО «Прикарпаття», деморалізований постійними обстрілами і спостерігаючи відхід роти 93 ОМБр, в обід знявся з позицій і полишив зону бойових дій. Підрозділи 19-го миколаївського полку Нацгвардії, після доволі вдалої засідки під с. Лисиче, мали відступити на захід в район Комсомольська, РТГр 28 ОМБр з півночі Амвросіївки також знялися з позицій і перемістились під смт Кутейникове. Майже всі мобілізовані ротно-тактичної групи 28 ОМБр покинули зону проведення АТО, також як і «Прикарпаття», — з ротно-тактичної групи 28 ОМБр залишилось лише 17 осіб особового складу. Оборона біля Амвросіївки надвечір 23 серпня перестала існувати.
24 серпня знявся і поїхав додому БТрО «Горинь», що прикривав від удару позиції українських військ зі сторони Донецька. За словами комбата батальйону, їх 2-га рота виходила разом з частиною штабу 8-го корпусу.
Сумарно 13—23 серпня самовільно вийшло з зони проведення АТО понад 1500 осіб (переважно мобілізовані з таких з'єднань: 3 бат. 30 ОМБр, більша частина РТГр 28 ОМБр, БТрО «Прикарпаття», БТрО «Горинь»).

### Чисельність російських та проросійських сил
На початку операції саме місто Іловайськ мало невеликий гарнізон проросійських бойовиків із загону Ґіві чисельністю близько 70—80 осіб. Поява російських регулярних військ дала змогу використати загони бойовиків винятково для штурмових дій. Так, з Донецька почали прибувати підрозділи батальйону «Кальміус», загони «Б-2», «Козачого союзу війська Донського», батальйону «Беркут», а потім — батальйону «Оплот» із танковою ротою, батальйону «Спарта». Таким чином, за даними Юрія Бутусова, українські війська навіть після посилення добровольчими підрозділами МВС та НГУ не мали чисельної переваги: на різних етапах операції та для різних завдань в районі Іловайська було задіяно загалом приблизно 2000 бойовиків. Ці сили були використані м. Іловайську, у м. Моспине, Донецьку, Харцизьку, Шахтарську, смт Грабське.
За даними звіту Генеральної прокуратури України, оприлюдненому 2 вересня 2016 року, сили вторгнення ЗС РФ складалися з дев'яти батальйонно-тактичних груп: 35 тис. осіб особового складу; до 60 танків; до 320 БМД (БМП); до 60 гармат; до 45 мінометів; 5 ПТРК. На військовій техніці Збройних Сил Російської Федерації були зняті або замасковані тактичні знаки. Водночас з метою введення в оману та подальшого вбивства українських військовослужбовців, на російській техніці були нанесені розпізнавальні позначки українських підрозділів, що заборонено Женевськими конвенціями (стаття 39.2). Співвідношення військових сил України з військами вторгнення Росії та терористичних організацій «ДНР», «ЛНР» в районі міста Іловайськ складало: особовий склад — 1 до 18; танки — 1 до 11; бронетехніка — 1 до 16; артилерія — 1 до 15; «Гради» — 1 до 24.
Незалежний OSINT-дослідник Askai у 2018 році оцінював чисельність російських військ у боях під Іловайськом у 4000 осіб. Загальну кількість російських військ, що брали участь у вторгненні у серпні-вересні 2014 року він оцінював у 9000 осіб.

## Перебіг подій

### Штурм Іловайська

#### Перший штурм 6—7 серпня
4 серпня генералом Хомчаком була поставлена задача розвідати сили, що утримували Іловайськ. Штаб АТО та Хомчак припускали, що місто утримують не більш ніж 30—80 бойовиків.
6—7 серпня за наказом генерала Хомчака відбулася спроба захопити Іловайськ силами 40 БТрО «Кривбас», що був посилений 2 танками і 2 одиницями БМП 51 ОМБр і загоном добровольців з ДУК. Наступ провалився, у «Кривбасу» виник конфлікт з Хомчаком. Один з танків 3 БТГр 51-ї бригади в районі залізничного переїзду у Многопіллі наїхав на протитанкову міну. Екіпаж встиг покинути машину перш ніж здетонував боєкомплект.

#### Другий штурм 10 серпня
10 серпня до сектора ввели добровольчі підрозділи батальйонів «Азов», «Донбас» і «Шахтарськ», що сумарно налічували близько 200 осіб і які мали здійснити штурм Іловайська. За однією версією, це рішення було прийняте через саботаж наказів Хомчака 40-м батальйоном. За іншою, штурм Іловайську був спробою реабілітації підрозділів МВС після того, як вони самовільно полишили захоплену раніше 95-ю бригадою Ясинувату.
Добровольчі загони посилили підрозділами 51 бригади та 40 батальйону. У штурмової групи був 1 танк, 1 БМП та 1 броньована вантажівка КамАЗ Азову «Прянік». Невдовзі після початку наступу єдиний танк був втрачений на сільській дорозі південніше Світлого, його екіпаж покинув танк перш ніж відбулася його детонація. Прянік заглухнув, штурм зупинився. В боях було втрачено БМП і 12 осіб загиблими.

#### Оперативне оточення Іловайська
10 серпня підрозділи 40 БТрО змогли встановити чотири блокпости. 40.01 в с Грабське, 40.02 західніше с. Зелене, 40.03 зайняв позиції на автотрасі Т 0507 Іловайськ—Харцизьк на північ від Іловайська в районі с. Зелене, 40.04 в с. Покровка, таким чином створивши сприятливі умови для успішного штурму міста. Ці позиції успішно утримувалися до кінця серпня.

#### Третій штурм і міські бої

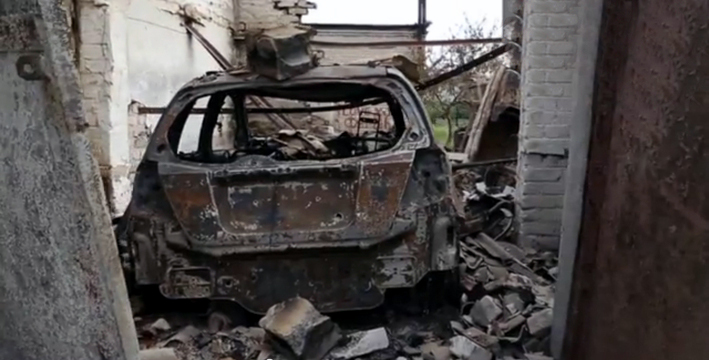
Згорілий через обстріли автомобіль. Іловайськ, 18.08.2014

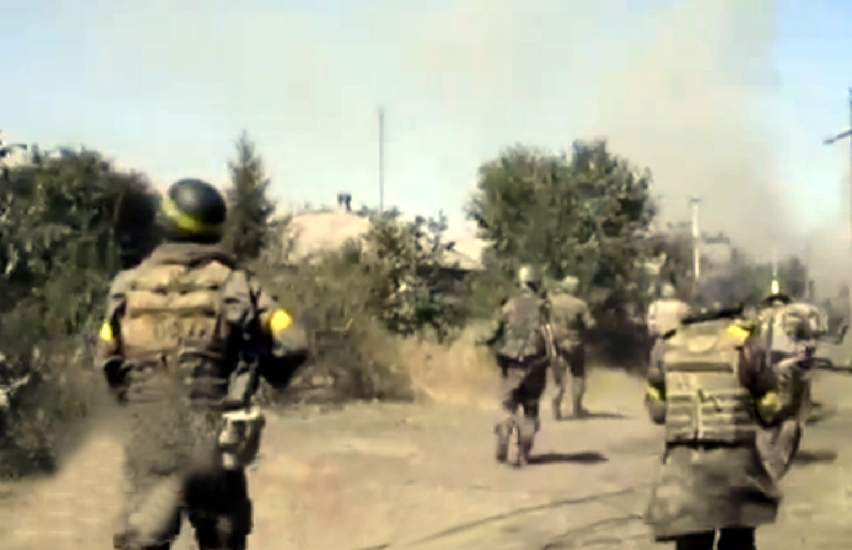
Батальйон «Донбас» у боях під Іловайськом. Серпень 2014.

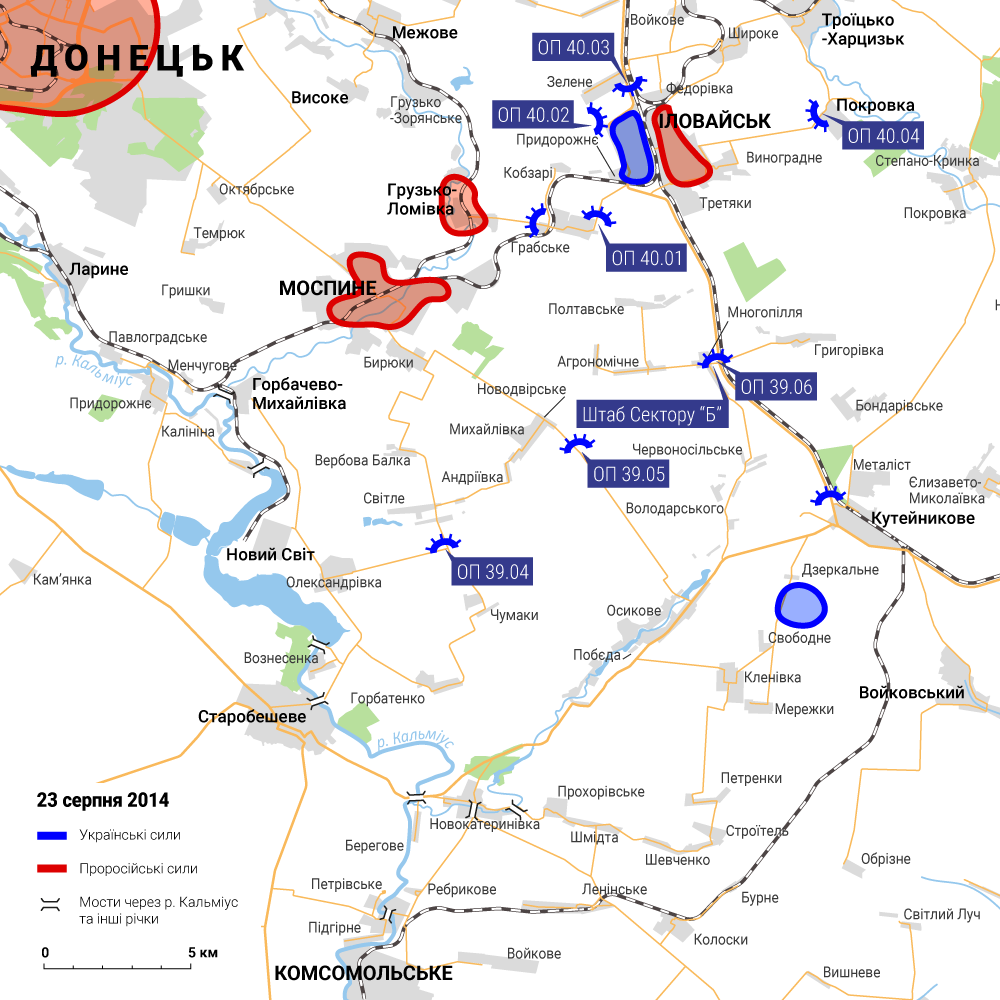
Ситуація під Іловайськом на 23.08.2014

14 серпня начальник штабу АТО генерал-майор Назаров видав розпорядження № 1631, яким визначив завдання добровольчих підрозділів МВС та НГУ на зайняття кількох населених пунктів, зокрема і Іловайська.
Між усіма підрозділами, які брали участь в наступі, були розділені завдання. Зокрема, батальйон «Шахтарськ», як найгірше озброєний, отримав завдання здійснювати відволікання супротивника нападом «в лоб» з півдня.[джерело?] Ці дії були заздалегідь приречені на поразку, оскільки на бійців чекали добре укріплені бетонні споруди, а вогневу підтримку забезпечували лише дві «Рапіри», одна з яких невдовзі вийшла з ладу, а друга зробила лише кілька пострілів.[джерело?]
18 серпня «Донбас» увійшов в Іловайськ при підтримці ЗСУ: зведеної роти 51 ОМБр та РТГр 17 ОТБр (4 танки, 4 БМП, 82 бійці) і зумів закріпитися у західній частині міста та у школі. Слідом за «Донбасом» в місто увійшов батальйон «Дніпро-1».
19 серпня батальйон «Шахтарськ» продовжував відвертати ворога, здійснюючи напад з півдня двома частинами — вздовж залізниці і полями на с. Третяки.[джерело?] Взвод «Донбасу» захопив залізничне депо міста. Взвод вийшов зі школи, і, діючи тихо, взяв полоненим одного бойовика-серба біля воріт депо, а трохи згодом Сергій Тіунов «Адвокат» ліквідував двома пострілами ще одного. Нечисленна решта бойовиків втекла, що дозволило зайти українським силам в депо. Загалом в депо розмістилися близько 78 українських бійців. За всі дні вони мали лише 3 поранених, без втрат загиблими.
Того ж дня відбулася невдала спроба закріпитися і у східній частині міста. В ході боїв до третини штурмової групи Донбасу було важко поранено або вбито. Під час бою отримав поранення командир батальйону Семен Семенченко, і, за власними словами, здав командування. Контузію отримав командир батальйону «Дніпро-1» Юрій Береза, проте з бою не вийшов.
20 серпня батальйон «Шахтарськ» спільно з батальйоном «Азов» здійснили спробу увійти в місто з боку сел. Виноградне, але зазнавши опору і потрапивши під щільний мінометний обстріл відступили. Цього ж дня було отримано відомості про загальний наступ Збройних сил РФ.[джерело?] Усвідомлюючи нестачу сил і боєприпасів для дій в оточенні,[джерело?] всі підрозділи «Азову» і «Шахтарська» вийшли з боїв за Іловайськ і повернулися до Маріуполя і Комсомольського відповідно, таким чином не беручи участь у подальших боях.
23 серпня прибуває підрозділ батальйону «Херсон», який у кількості 30 осіб зайшов до Іловайська і зайняв позиції у залізничному депо міста.
24 серпня зранку 74 бійці Миротворця зайшли до Іловайська і зайняли позиції поряд з «Херсоном». У місті тривали бої, підрозділи «Донбасу» і зведеної мотострілецької роти 17-ї і 93-ї бригад знищили 4 вогневі точки.
25 і 27 серпня відбувалися спроби штурму депо бойовиками.

### Склад і розташування українських та російсько-терористичних військ на південному сході Донецької області станом на 08.00 24 серпня 2014 року

#### Розташування українських військ.
39-й батальйон територіальної оборони (БТрО) виконував завдання з недопущення прориву незаконних збройних формувань (НЗФ) на шести блокпостах в районі населених пунктів Обільне, Олександрівка, Новий Світ, Світле, Новодвірське, Многопілля Донецької області. Базовий табір 39-го БТрО було розгорнуто в районі с. Чумаки Старобешівського району. Також в районі Чумаків була зосереджена реактивна батарея 93-ї окремої механізованої бригади (ОМБр).
2-а батальйонна тактична група (БТГр) 51-ї ОМБр виконувала завдання по рубежу Олександрівка — Кірове — Новодвірське.
40-й БТрО виконував завдання з блокування Іловайська шляхом виставлення опорних пунктів та блокпостів на основних шляхах сполучення та висотах в районах Грузько-Ломівка, Кобзарі, Зелене, Покровка. Базовий табір батальйону було розгорнуто поблизу с. Покровка. Також в районі с. Покровка був зосереджений рейдовий загін зі складу 3-ї БТГр 51-ї ОМБр.
Загальновійськовий резерв керівника сектору Б (підрозділи 93-ї ОМБр та 17-ї окремої танкової бригади (ОТБр)) були зосереджені поблизу Грузько-Ломівки, Зеленого, Широкого та Кобзарів.
3-я БТГр 51-ї ОМБр (у якості загальновійськового резерву) була зосереджена в районі сел. Дзеркальне Амвросіївського району. Також поблизу Дзеркального було зосереджено угруповання української артилерії: реактивна артилерійська батарея та реактивний артилерійський взвод 51-ї ОМБр, зокрема батарея САУ 2С1 «Гвоздика»; 6 од. мінометів 2С12 «Сані»; 4 од. протитанкових гармат МТ-12 «Рапіра».
1-а БТГр 28-ї ОМБр, 1-а БТГр 51-ї, десант (до 50 осіб) 25-ї окремої повітряно-десантної бригади (ОПДБр) та сили 3-го окремого полку спеціального призначення були зосереджені в районах населених пунктів Кутейникове, Благодатне, Амвросіївка.
В районі с. Велика Шишівка Шахтарського району зосереджувалися сили і засоби ротної тактичної групи 93-ї ОМБр. Оборону важливої висоти — кургану Савур-Могила — здійснював зведений підрозділ під керівництвом полковника Ігоря Гордійчука.
Зведений підрозділ (до 20 осіб) зі складу 42-го БТрО у взаємодії з підрозділами спеціального призначення висувалися в район Савур-Могили для посилення підрозділів, що його обороняли, та знаходилися в районі с. Свистуни Амвросіївського району.
5-й БТрО виконував завдання з посилення ділянки державного кордону на рубежі Кутейникове — Мокроєланчик, встановивши блокпости на загрозливих напрямках.
9-й БТрО виконував завдання з оборони рубежу Мокроєланчик — Новоазовськ.

#### Розташування загонів НЗФ
У м. Іловайськ зосереджувалося до 250 бойовиків.
На південно-східній околиці м. Моспине противник обладнав укріплений район та зосередив там до 500 бойовиків. Мости через річку Грузька було заміновано.
В районі м. Ларине загони НЗФ також обладнали укріплений район.
Усі підходи до Донецька були перекриті опорними пунктами бойовиків.

#### Розташування регулярних підрозділів Збройних сил Російської Федерації
Підрозділи ракетних військ і артилерії (до шести дивізіонів реактивної та ствольної артилерії) збройних сил Російської Федерації здійснювали обстріли позицій українських військ з районів населених пунктів Пріміусскій, Ольховскій, Зарєчний, Лєнінскій, Новоніколаєвка Куйбишевского і Матвєєв-Курганського районів Ростовської області РФ.
Чотири БТГр збройних сил Російської Федерації (від 247-го десантно-штурмового полку 7-ї десантно-штурмової дивізії Повітряно-десантних військ, дві БТГр зі складу 331-го повітряно-десантного полку 98-ї повітряно-десантної дивізії та 19-ї окремої мотострілецької бригади Південного військового округу (ВО), БТГр 56-ї окремої десантно-штурмової бригади Повітряно-десантних військ) були зосереджені на території Російської Федерації в районах населених пунктів Куйбишево, Русскоє, Пєтропольє, Матвєєв Курган. Також західніше Таганрога зосереджувалася російська БТГр для дій в напрямку Новоазовська.
Зазначені батальйонні тактичні групи були посилені підрозділами спеціального призначення зі складу 10-ї,22-ї,346-ї окремих бригад спеціального призначення та 25-го окремого полку спеціального призначення Південного ВО; 24-ї окремої бригади спеціального призначення Східного ВО та 45-ї окремої розвідувальної бригади спеціального призначення Повітряно-десантних військ.
Загалом угруповання збройних сил РФ, що розташували поблизу російсько-українського кордону на півдні Ростовської області нараховувало: особового складу — до 4 тис. осіб; танків — до 20 од.; бойових броньованих машин — до 90 од.; артилерійських систем — до 30 од.; РСЗВ — до 20 од.

### Хронологія подій

#### 24.08.2014
Після нанесення вогневого ураження з території Росії, 5-й БТрО, який виконував завдання з прикриття державного кордону на рубежі Кутейникове — Мокроєланчик, самовільно залишив свої позиції. Тим самим було оголено правий фланг наших військ. Особовий склад цього батальйону залишив зону бойових дій і відступив до місця постійної дислокації в Івано-Франківській області (близько 1000 км від району ведення бойових дій)
Через державний кордон — в прогалину, яка утворилася, вторглися підрозділи збройних сил Російської Федерації, здійснивши при цьому акт агресії та порушення норм права війни.
Російські вояки перейшли кордон поблизу прикордонних населених пунктів Новоалєксандровскій і Авіло-Успєнка (Росія) та Берестове і Кузнецово-Михайлівка (Україна). Не зустрічаючи спротиву на своєму шляху, окупанти просунулися до рубежу: Ленінське — Ольгинське — Новоіванівка — Кумачове.
О 13.15, після мінометного обстрілу району сел. Кутейникове, де розташовувався базовий табір, особовий склад 1-ї БТГр 28-ї ОМБр у кількості 223 осіб (крім 18 військовослужбовців) самовільно залишив позиції та відійшов у напрямку Старобешевого.
Близько 14 години до Осикового прорвалися російські війська — до двох повітряно-десантних рот. Вони здійснили спробу оточення 3-ї БТГр 51-ї ОМБр в районі сел. Дзеркальне. Одна колона російських військ (до 50 БМД) просувалася в напрямку м. Комсомольське.
О 14.30 парою вертольотів Мі-24 було завдано удару по підрозділах повітряно-десантних військ ЗС РФ, що були розташовані поблизу с. Шевченко.
Ротній тактичній групі 93-ї ОМБр було визначено завдання: висунутися та посилити підрозділ під керівництвом полковника Гордійчука на кургані Савур-Могила. Завдання виконано не було. Після бойового зіткнення з противником в районі с. Мануйлівка Шахтарського району група здійснила відхід, і з'явилася тільки 25 серпня в районі Іловайська.
Підрозділи 51-ї ОМБр, які несли службу на блокпостах південніше Донецька, залишили їх та зосередилися в базовому таборі бригади в районі сел. Березове Мар'їнського району.
24 серпня російські колони, що рухались з півдня, по обіді досягли району Кутейникове-Дзеркальне. Розвідники 28 ОМБр, що займали позиції під Кутейниковим, інформували протитанкову батарею 51 ОМБр про наближення колони противника, але самі знялись з позицій і вирушили до селища. О 12:15 Наступного дня, 25 серпня, штаб зазнав артилерійського обстрілу.

#### Загибель мінометників 51-ї бригади
У ніч з 24 на 25 серпня зазнала важких втрат мінометна батарея капітана Анатолія Шиліка 51 ОМБр, що розташовувалася на блокпосту «39-06» під Іловайськом, неподалік Кутейникового. Батарея потрапила під мінометний обстріл, від одного з вибухів загорівся тент на машині ГАЗ-66. Анатолій Шилік з бійцями кинулися його гасити. Машина вибухнула, загинуло 17 військовослужбовців 51-ї бригади, зокрема Анатолій Шилік, чимало було поранено.

#### 25.08.2014
Заходи інформаційного впливу ворога та повідомлення ЗМІ спровокували підрозділи 51-ї ОМБр на залишення базового табору в районі сел. Березове. За одну ніч відступили більш як 1200 осіб. Військовослужбовці, які не відійшли, надалі виконували завдання в районі Іловайська. Це призвело до послаблення лівого флангу нашого угруповання і ускладнило виконання завдань українськими підрозділами біля Іловайська. Але командування не втратило контроль над ситуацією.
Користуючись ситуацією, що склалася, після виходу передових загонів 19-ї окремої мотострілецької бригади Південного ВО та 331-го повітряно-десантного полку 98-ї повітряно-десантної дивізії ЗС РФ на рубіж Амвросіївка — Кутейникове, Василівка — Сонцеве — Гранітне — Тельманове основні сили цих підрозділів (до 2 рот танків та БТР, посилені реактивною батареєю установок БМ-21 «Град») продовжили ведення рейдових дій в напрямку Тельманового і Новоазовська. Одночасно до БТГ зі складу 247-го десантно-штурмового полку розпочали ведення рейдових дій в напрямку с. Щербак та м. Новоазовськ.
Після проведення артилерійської підтримки атаки з вогневих позицій, розташованих на території РФ, підрозділи збройних сил РФ оволоділи наступними рубежами: на півночі: Старобешеве — Агрономічне — Кутейникове — Амвросіївка;
на півдні: Сонцеве — Гранітне — Тельманове — Новоазовськ.
Використовуючи результати рейдових дій російськими військами та відхід підрозділів 51-ї ОМБр, загони Донецько-Макіївського незаконного збройного формування здійснили прорив на напрямку Донецьк — Новий Світ і, вийшовши до населеного пункту Старобешеве, блокували підрозділи 39-го та 40-го БТрО в районі Іловайська.
Після цього підрозділи ЗС РФ частково відійшли до кордону: на півночі — в райони населених пунктів Старобешево, Кутейникове, Амвросіївка;
на півдні — в район між населеним пунктом Маркине та населеним пунктом Щербак (на північний схід від Новоазовська).
Внаслідок просування противника на півдні 9-й БТрО повністю згорнув свої опорні пункти та відійшов до Маріуполя. Усі намагання командування повернути його в район виконання завдань були марними.
Уникаючи виконання завдань, командир 39-го БТрО ухвалив рішення про відведення батальйону з району виконання завдань, мотивуючи це тим, що він хоче зберегти особовий склад і техніку. В ніч з 25 на 26 серпня батальйон залишив опорні пункти і блокпости, які займав по лінії Новий Світ — Оленівка, чим оголив лівий фланг Іловайського угруповання.

Об 11:00 силами і засобами, що перебували у розпорядженні керівника АТО, було нанесено вогневе ураження по підрозділах противника в районах населених пунктів Кумачове, Побєда, Моспине, Старобешеве та Кутейникове. Внаслідок цього було знищено пункт управління та значну частину ворожої БТГр в районі с. Победа.
Близько 14 години в районі сел. Кутейникове підрозділи 3-ї БТГр 51-ї ОМБр вступили у бій з підрозділами Повітряно-десантних військ ЗС РФ.

Одна з колон, що складалася з десантників 331-го парашутно-десантного полку 98-ї парашутно-десантної дивізії Збройних сил РФ, зупинилася на перехресті, що на 500 м західніше Кутейникове, для оцінки обстанови. З дистанції 1100—1200 колона була обстріляна батареєю Костянтина Коваля з 51 ОМБр. 2 одиниці БМД-2 було знищено, російські десантники евакуювалися з підбитої техніки і зайняли позиції у посадці. Бортовий номер однієї зі знищених БМД — 334. О 17:00 вечора 10 десантників здійснили спробу виходу і потрапили в полон до розвідників 51-ї ОМБр поблизу Дзеркального, де розміщувався штаб української батальйонно-тактичної групи. 
О 15 годині Кутейникове, Старобешеве та Амвросіївка були блоковані російськими військами. В Кутейниковому українських військових було взято в полон, 30 військовослужбовців вели бій в оточені. По захопленій радіостанції противник вийшов на зв'язок з керівником сектору Б та висунув вимоги щодо обміну полоненими.
В районі сел. Старобешеве у ході мінометних обстрілів противника було знищено дві артилерійські батареї 55-ї окремої артилерійської бригади (ОАБр), яка висунулася у район бойових дій згідно з рішенням керівництва сектора Б.
Близько 16 години артилерія Збройних Сил України нанесла вогневе ураження противнику в районі с. Агрономічне.
БТГр 72-ї окремої механізованої бригади було визначене завдання — висунутися на рубіж Старобешеве — Комсомольське та зупинити подальше просування противника. Але особовий склад всіляко уникав виконання завдання. Внаслідок цього, лише 28 серпня батальйонна тактична група вийшла в район с. Стила Старобешівського району.

#### 26.08.2014
Угруповання російських військ розпочало укріплення зайнятих позицій, у першу чергу артилерійських засобів ураження по рубежу Новий Світ — Старобешеве — Горбатенко — Чумаки — Світле.
Залишки зведеного підрозділу 51-ї,28-ї ОМБр, десанту 25-ї ОПДБр, які виконували завдання в районі населених пунктів Благодатне, Амвросіївка і Кутейникове, самовільно здійснили відхід на захід. Частина з них після перепідпорядкування керівнику сектору Б була оцінена, як така, що неспроможна виконувати завдання, тому була відправлена для відновлення боєздатності.
1-а бригада оперативного призначення Національної гвардії України мала закріпитися на рубежі Комсомольське — Гранітне. Внаслідок неготовності підрозділів бригади до бойових зіткнень вони не вийшли на рубіж. Після відходу вони зосередилися в Старогнатівці, Гранітному та Маріуполі.

##### Захоплення танка 6-ї танкової бригади РФ Т-72Б3
26 серпня під Агрономічним стався бій, внаслідок якого було захоплено танк новітньої російської модифікації Т-72Б3. Ще 24 серпня група бійців у 30 осіб зі складу 91-го інженерного полку і саперів 51-ї ОМБр під командуванням полковника Михайла Ковальського облаштувала мінні загорожі та відкопала окопи в околицях Агрономічного, для захисту підходів до штабу Сектора Б. 26 серпня 12:00 до їх позицій наблизилась колона російських військ у складі танку 6-ї окремої танкової бригади і 6 одиниць БМД. Єдина одиниця техніки у українського підрозділу — БМП-2 зі складу 51 ОМБр викотилась з укриття і з 400 м обстріляла танк у голові колони. На танку з'явився вогонь, екіпаж евакуювався, піхота противника розосередилась у лісосмузі і відступила разом з бойовими машинами. Огляд виявив, що танк був майже справний — було пошкоджено вертикальний стабілізатор гармати і нічне наведення. Надалі танк був використаний 29 серпня полковником Євгеном Сидоренком для прориву з оточення, проте застряг у рівчаку на околицях Новокатеринівки і був залишений. Його повторно захопили проросійські сили. Російські канали спробували видати цей танк як новітній український танк із закордонним обладнанням, демонструючи французьку систему наведення Thales, якою штатно комплектується Т-72Б3.

#### Розгром колони 8-ї бригади РФ під Многопіллям
26 серпня о 15:00 колона російської бронетехніки рухалася дорогою від Кутейникове до Іловайська. На повороті дороги біля Многопілля була ретельно замаскована протитанкова гармата «Рапіра» 51 ОМБр під командуванням Костянтина Коваля. Підпустивши колону на дистанцію 200 м, розрахунок гармати відкрив вогонь прямою наводкою і знищив 3 одиниці бронетехніки, що належали 8 ОМСБр: 2 одиниці МТЛБ-ВМК та одну МТЛБ-6М. У бою брав участь і трофейний танк Т-72Б3, яким керував полковник Євген Сидоренко. Під час бою загинуло на місці щонайменше 2 російських солдатів, у важкому стані був взятий у полон механік-водій 8 ОМСБр Олександр Десятов. У тому ж бою в полон були взяті 2 десантники 31 ОДШБр Збройних сил РФ: Руслан Ахметов та Арсеній Ільмітов.
Обслуга гармати під командуванням Коваля — номер обслуги старший солдат Касьянчук Сергій, механік-водій МТЛБ старший солдат Ковальчук Ярослав, старший навідник рядовий Лукащук Віталій, номер обслуги солдат Русов Олександр.

#### 27.08.2014
Реагуючи на загострення ситуації в секторі А (східна частина Луганської області), штаб АТО продовжував нарощування Іловайського угрупування.
Зведений підрозділ 42 БТрО та розвідувальна рота (110 осіб) на чотирьох вертольотах був перекинутий для посилення Іловайського угруповання. Попри те, що під час посадки вертоліт зазнав аварії в районі сел. Березове, і 15 військовослужбовців отримали травми, зведений підрозділ виконував завдання в районі Іловайська спільно із військовослужбовцями 92-ї, 93-ї та 51-ї ОМБр. Підрозділ був посилений двома БМП і на вантажівках вирушив через Докучаєвськ в напрямку с. Колоски. Вночі колона зазнала артилерійських обстрілів, а зранку 28 серпня остаточно була розбита легкою бронетехнікою противника (БМД). 9 осіб загинуло, 1 формально вважається пропалим безвісти, решта були поранені й потрапили в полон. Самостійно назад у базовий табір під Волновахою повернулося лише 12 осіб.
Переважну більшість полонених 92 ОМБр та 42 БТрО невдовзі було відпущено.
О 10 годині зведений десантний загін 95-ї окремої аеромобільної бригади (50 осіб) був десантований в районах населених пунктів Старобешеве та Роздольне із завданням забезпечити вихід БТГр 72-ї ОМБр та утримати рубіж Старобешеве — Роздольне. Але ця група не дійшла до зазначеного рубежу.
Військовослужбовці 42-го БТрО, які посилювали групу на кургані Савур-Могила, після відходу також були включені до складу угруповання.
Підрозділи російських військ намагалися уникати прямих зіткнень з нашими підрозділами. В цей період з боку російських військ переважно застосовувалася артилерія. Ведучи постійний методичний вогонь, артилерія противника намагалася завдати максимальних втрат нашим підрозділам, зламати їх бойовий дух та примусити здатися в полон.
Попри постійні обстріли наші підрозділи продовжували виконувати визначені завдання. Своїми діями вони скували значні сили противника, стабілізували лінію зіткнення та не допустили подальшого просування незаконних збройних формувань в глибину території.
Посилена РТГр 92 ОМБр, що мала 276 бійців, 4 танки, три САУ та більше десятка БМП, прибула з Харківської області у Комсомольське за наказом командування АТО. Планувалося, що РТГр бригади зустріне підрозділи 42 БТрО в районі с. Колоски і зробить спробу розблокувати оточені під Іловайськом українські сили. РТГр рухалася звивистим маршрутом і під вечір зупинилася на ґрунтовій дорозі Новозарівка-Войкове. Протягом ночі техніка колони була майже вся знищена артилерійськими обстрілами з мінометів, систем залпового вогню та ствольної артилерії. Загинуло 8 осіб та екіпаж САУ Артема Звоненка, що формально вважається зниклим безвісти після її вибуху.

#### Знищений Т-72Б3 під Новодворським
Ймовірно, в ніч на 29 серпня під Новодворським було знищено 1 танк Т-72Б3 зі складу 6 ОТБр і 2 одиниці БМД російських десантників. За словами полковника Ковальського, бронетехніка могла бути знищена в результаті артилерійського вогню.

### Вихід з Іловайська
До 28 серпня з російською стороною було обговорено маршрут виходу українських військ по «зеленому коридору» двома колонами. Проте в ніч з 28 на 29 серпня російська сторона передала Віктору Муженку умову виходити без техніки.

| Було погоджено з російською стороною вихід наших колон завчасно узгодженими маршрутами, які були визначені як гуманітарний коридор. У перших умовах був вихід наших підрозділів на техніці зі зброєю з самого Іловайська. У селищах Агрономічне і Многопілля формувалися дві колони і по двох маршрутах – один північний, другий південний – виходили в район Старобешеве. Ці маршрути були оговорені з росіянами, як маршрути виходу наших підрозділів під їхні гарантії. 28 серпня, близько 23 години, на мене вийшов перший заступник начальника Генштабу ЗС РФ генерал Богдановський, і сказав, що умови змінюються, вихід можливий тільки за умови, що техніка й озброєння залишаються. Це було для нас неприйнятним, і було сплановано йти на прорив, який мав розпочатися о 3-й годині ночі 29-го серпня. Він не розпочався. Тому що на більш низькому рівні було вирішено виходити під гарантії російської сторони. |
| — Віктор Муженко |

О 1 годині ночі 29 серпня на сайті Кремля з'явилося звернення Путіна до терористів із закликом «відкрити гуманітарний коридор» для українських військових, що опинилися в оточенні.

| Я призываю силы ополчения открыть гуманитарный коридор для украинских военнослужащих, оказавшихся в окружении, для того, чтобы избежать бессмысленных жертв, предоставить им возможность беспрепятственно выйти из района боевых действий, воссоединиться со своими семьями, вернуть их матерям, женам и детям, срочно оказать медицинскую помощь раненым в результате военной операции. |
| — Володимир Путін |

29 серпня зранку почали формуватися дві колони для виходу з Іловайська: північна колона з кодовою назвою «Булава» і південна — «Вітер».
О 6-й ранку до Многопілля прибув російський офіцер, що сповістив Руслана Хомчака про умову виходу без зброї, а потім кілька разів просив затриматися з виходом.
О 8:15 ранку колони почали рух за попередньо оговореними маршрутами.

#### «Булава»: вихід північної колони
Північна колона «Булава» під командуванням Руслана Хомчака складалася з підрозділів 17 ОТБр, окремих підрозділів 93 ОМБр, «Дніпра-1», «Світязя», «Миротворця», «Херсону», «Івано-Франківська», 3 БТГр 51 ОМБр і «Кривбасу» — усього 850 військовослужбовців ЗСУ та 222 бійці добровольчих батальйонів МВС. У колоні було 3 танки Т-64БВ 17-ї ОТБр, 1 танк Т-64БВ 51 ОМБр та декілька БМП цих бригад.
Колона рухалася маршрутом Многопілля — Агрономічне — Новодвірське — Михайлівка — Андріївка — Горбатенко — Чумаки — Новокатеринівка. Вона розтягнулася на дуже велику відстань: голова колони була в Світлому, тоді як хвіст ще не вийшов з Агрономічного. Позиції підрозділів 8 ОМСБр у окопах неподалік Новодвірського змогли зняти журналісти «Дорожного контролю» до відкриття росіянами вогню. Російські війська відкрили вогонь, коли голова колони наблизилась до Чумаків.
Не доїжджаючи до хутора Горбатенко, в урочищі Червона Поляна, російськими військами було знищено 6 українських БМП, кілька вантажівок та автобусів з колони міліційних підрозділів «Дніпра-1», «Світязя», «Миротворця», «Херсона» та «Івано-Франківська». З пастки уперед змогла вирватись лише одна машина батальйону «Дніпро-1», яка відстала від своєї колони, а також МТЛБ, що належало батареї капітана Костянтина Коваля з 51-ї бригади, на якому врятувалося 12 осіб. На цьому полі були позиції гаубиць Д-30 російських артилеристів з 1065-го артилерійського полку 98-ї дивізії, які були захищені танками та БМП росіян. 3 вантажівки КамАЗ, що належали артилеристам, були знищені внаслідок удару української авіації чи вогнем БМП.

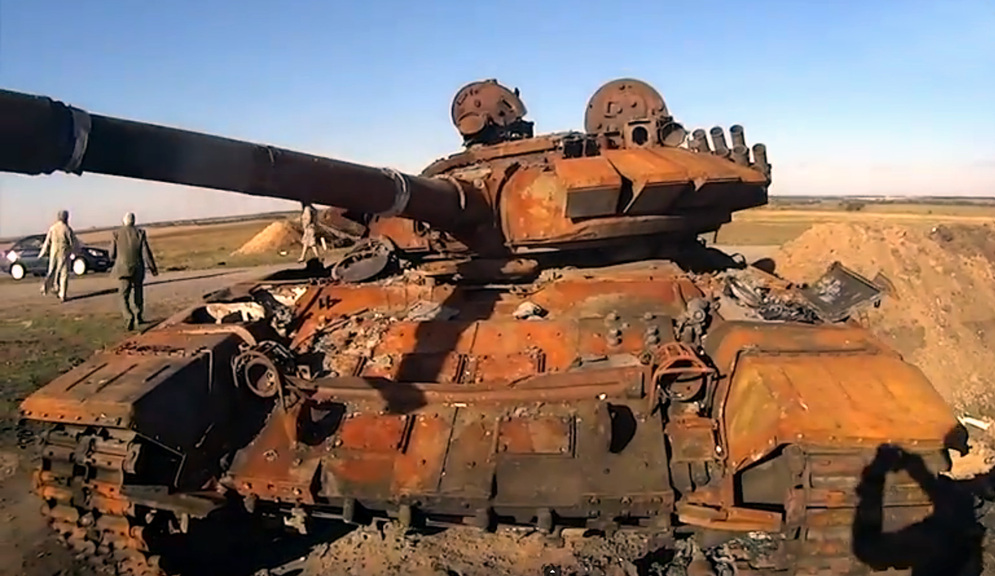
Т-72БА 21 ОМСБр РФ під Олександрівкою

Проскочити Червону Поляну змогла і БМП № 529, у якій був командир 51-ї бригади полковник Павло Півоваренко. На перехресті доріг між Олександрівкою, Вознесенкою і Горбатенко відбувся бій, у якому під його командуванням танк Т-64БВ та кілька БМП 51-ї бригади знищили 2 танки Т-72БА та 1 БМП 21-ї мотострілецької бригади РФ. Зі слів Ігоря Палагнюка, російські танки були знищені на ходу, але земляні вали біля залишків російських танків свідчать, що танки під час бою перебували на підготованих позиціях, і на них були знищені. БМП № 529 з Павлом Півоваренком була підбита і згоріла, вже проїхавши хутір Горбатенко.
В районі Новокатеринівки голова колони, що мала 4 танки та кілька БМП, помітила 3-4 вкопаних російських танки та 4 БМП. Бронетехніка обох сторін вела взаємний обстріл, але 3 українських БМП майже одразу були підбиті противником. Командир танкової роти скомандував покинути техніку, яка щойно після евакуації екіпажу здетонувала. 42 бійці 17 ОТБр та 93 ОМБр, що евакуювалися, змогли 30 серпня пішки вийти з оточення.

#### «Вітер»: вихід південної колони
Південна колона «Вітер» під командуванням Олексія Грачова складалася з БТГр 93 ОМБр (293 особи), групи 3-го полку спецпризначення (30 осіб), підрозділів 39 БТрО і «Кривбасу» (всього 50—60 осіб), група Гордійчука з Савур-Могили (14 осіб), «Донбас» та 50—60 бійців з інших підрозділів МВС та ЗСУ — всього 650 осіб. У колоні було два танки: трофейний російський Т-72Б3, який виводив Євген Сидоренко, та Т-64БВ зі складу 93 ОМБр.
За словами підполковника 93 ОМБр Андрія Свєтлінського, батальйонно-тактична група 93 ОМБр у колоні налічувала 112 осіб, і мала 3 бронегрупи в складі 1 танк та 2 БМП кожна, що були під командуванням відповідно Олексія Борищака, Дмитра Денисова і Андрія Свєтлінського.
Колона рухалася маршрутом Многопілля — Червоносільське — Осиково — Побєда — Новокатеринівка.
Голова колони з трофейним танком Т-72Б3 Євгена Сидоренка і більшістю бронетехніки встигла минути Червоносільське, коли російські війська відкрили вогонь по колоні. Першим було підбито Т-64БВ 93 ОМБр, таким чином практично увесь автомобільний транспорт з другої половини колони виявився відрізаним і не минув Червоносільське.
Голова колони продовжувала рух в напрямку Новокатеринівки, поступово втрачаючи техніку від вогню супротивника. Вирватися з оточення на колесах вдалось лише легковій машині з журналістами та броньованому мікроавтобусу «Донбасу».
Відрізаний хвіст колони з автомобілями замість того щоб намагатися прорватися через Червоносільське далі, здійснив несподіваний поворот в сторону позицій російських підрозділів. Росіяни встигли знищити вогнем кілька вантажівок і 2 українські БМП-2, але бійці «Донбасу» змогли придушити спротив і закріпитися в населеному пункті. В результаті атаки було захоплено щонайменше 2 танки Т-72Б3 6-ї танкової бригади — один був спалений майже одразу, інший був сильно пошкоджений Окрім техніки, було взято в полон 4-х військовослужбовців РФ: Івана Баданіна та Євгена Чернова з 6-ї танкової бригади, і Нікіту Тєрскіх та Євгена Сардаряна з 31-ї десантно-штурмової бригади, а також виявлені документи танкістів бригади — військовий квиток Олексія Шмельова і паспорт Федорченко. У Червоносільському зосередились: батальйон «Донбас», групи бійців 3-го полку спецпризначення, 39-го батальйону територіальної оборони та солдати з інших частин — загалом коло 300 осіб, 70 з яких були поранені. Понад добу вирішувалась їх доля.
30 серпня, згідно з домовленістю з російськими офіцерами, червоносільська група залишила зброю у селі та 31 серпня була передана представникам Червоного Хреста в обмін на полонених російських військовослужбовців. Проте бійців батальйону «Донбас», яких було 108 осіб, не відпустили, а передали бойовикам ДНР, які перевезли донбасівців в Донецьк і тримали у полоні.
Українські сили в Червоносільському до полону здалися не всі. За словами бійця батальйону «Донбас» із позивним «Устим», близько 50 осіб дочекалися ночі і виходили зі зброєю в руках. «Устим» вийшов з братом після трьох діб блукань, уникаючи розтяжки у посадках і минаючи пости чатових, завдяки допомозі місцевих. Зі зброєю в руках вийшли і Євгеній «Усач» Тельнов з побратимами, зберігши фото та відео знищених і підбитих ними російських танків.

#### Підтримка виходу від Генштабу

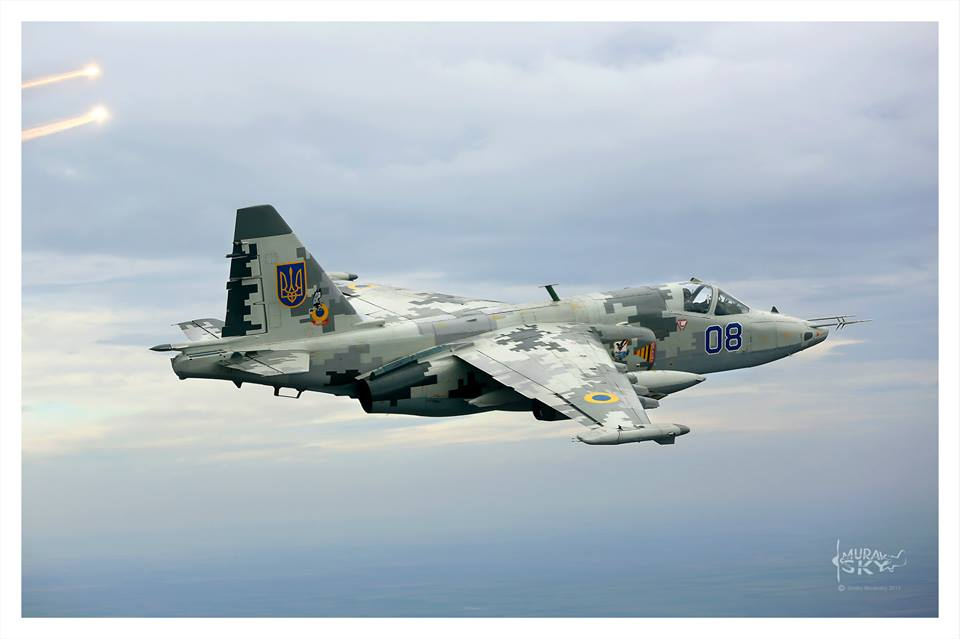
Літак Владислава Волошина, Су-25М1, бортовий № 08 «синій». Збитий в районі смт Старобешеве під час прикриття виходу українських військ з Іловайська

Підтримку українським військам при виході надавала військова авіація Збройних сил України — пара штурмовиків Су-25 вилетіли з одного із тимчасових аеродромів для авіаудару. Після виконання бойового завдання, пара Су-25 поверталась на аеродром базування на гранично малій висоті — 50 метрів. Ведучий літак у парі було підбито, проте його пілот, капітан Владислав Волошин, катапультувався і згодом успішно вийшов. Пілот другого літака за цей час передав координати скупчення техніки противника для удару далекобійною артилерією. Про роботу двох літаків згадує боєць-санітар батальйону «Донбас» Сергій Міщенко. Він був свідком того як один літак був підбитий. Бачили роботу штурмовиків по російських позиціях і бійці батальйону «Дніпро-1», зокрема Микола «Спартак» Криворотько, що на той час виходили своїм ходом з Новокатеринівки. Були підняті в повітря і пара МіГ-29, що як і штурмовики виконували завдання на висоті до 300 метрів над землею для уникнення роботи протиповітряної оборони супротивника.
У зв'язку з недосяжністю об'єктів противника для інших вогневих засобів, Генеральним Штабом була пущена в дію також далекобійна артилерія: 1 РДн 19 РБр і 1 РеАДн 107 РеАП підтримували українські підрозділи, що виходили, створюючи «вогневий коридор». Удари було заплановано уздовж маршруту висування підрозділів по місцях ймовірного розташування противника (панівні висоти, кургани, перехрестя доріг тощо) з південного боку — для 1 РДн 19 РБр, з північного боку — для 1 РеАДн 107 РеАП. Вогонь відкривався за викликом. В ході цього були виконані коло 12 групових та поодиноких ракетних ударів з використанням від 1 до 4 установок «Точка» і приблизно 15 вогневих ударів РСЗВ «Смерч» з використанням від 1 до 3 бойових машин.
Згідно з аналізом авторів проросійського ресурсу LostArmour, у боях за Іловайськ підтверджено ураження українськими артилеристами таких цілей:
- 27 серпня 2014 касетна «Точка» вразила фортифікований табір неподалік села Павлівське. У цьому таборі фіксувалася російська військова броне- та інженерна техніка (зокрема, екскаватори ЕОВ-3521) та десантники 247-го десантно-штурмового полку РФ.
- 26—29 серпня 2014 касетна «Точка» вразила щонайменше одну гаубицю з батареї Д-30 неподалік села Чумаки. В цій місцевості спостерігалися позиції 1065-го артилерійського полку РФ.

### Післяслово
30 серпня з'єднання 72-ї механізованої бригади, що налічувало 5 танків Т-64БВ і декілька БМП-2, зайшло у Старобешеве. Українське з'єднання було оточене російськими військовими і проросійськими бойовиками, бійцям 72-ї бригади росіяни запропонували здати танки в обмін на вихід з оточення. 5 танків були залишені проросійським силам, після чого у присутності іноземних журналістів залишки українських військовиків виїхали колоною БМП з міста. За словами Костянтина Ільченка, трьома днями згодом, 2 вересня, батальйону 72-ї бригади, що мав на озброєнні лише 8 БМП, поставили задачу відбити Старобешеве. Особовий склад наказ виконувати відмовився, аргументуючи це великою кількістю важкої бронетехніки і танків у проросійських сил.

## Втрати

### Українські втрати

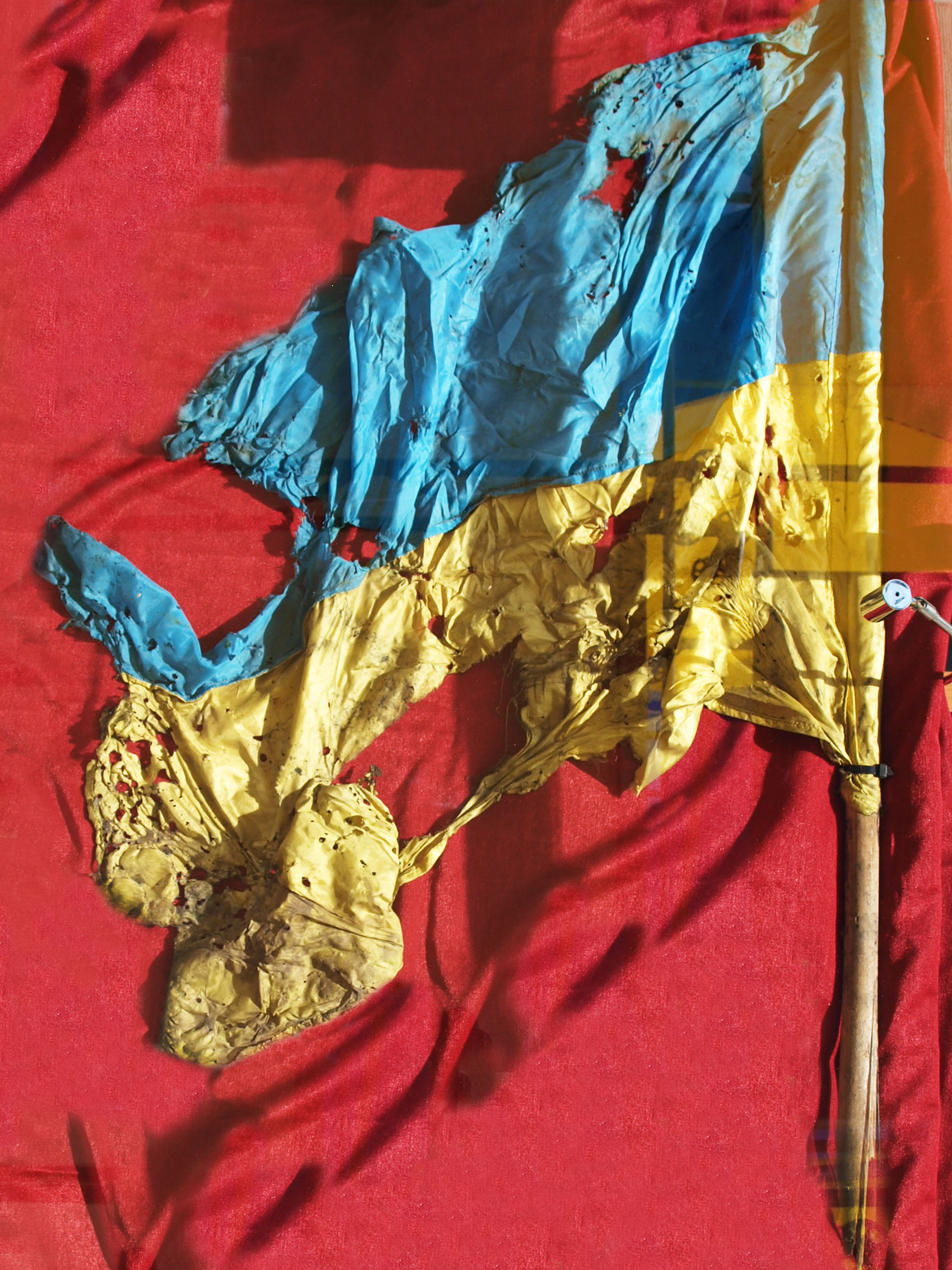
Понівечений прапор бійця 93 ОМБр. Виявлений у машині ЗІЛ-131, обстріляній 29 серпня 2014 року під Іловайськом

#### Офіційні оцінки

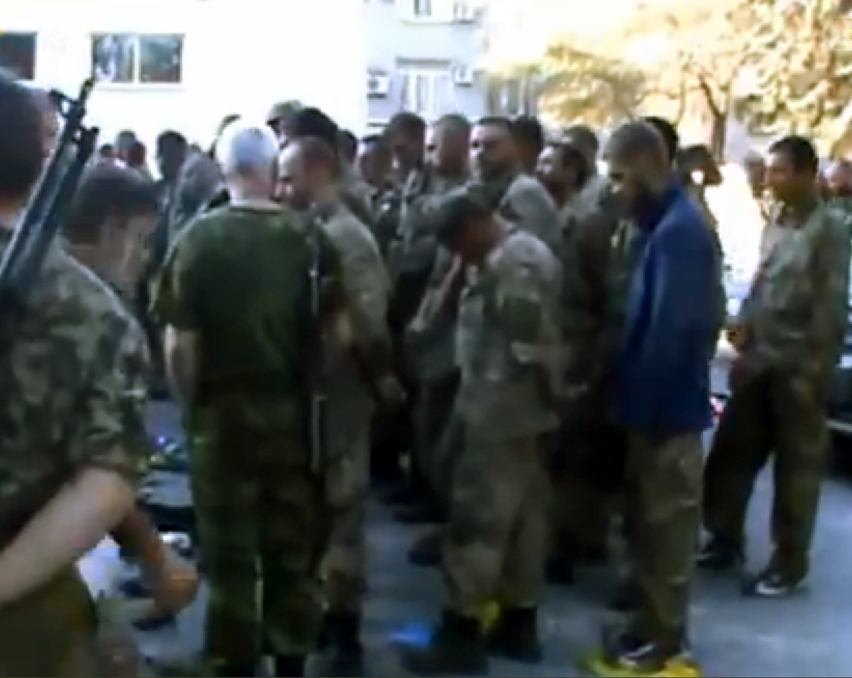
Полонені батальйону «Донбас» у Донецьку. 31 серпня 2014.

20 жовтня 2014 року голова Тимчасової слідчої комісії (ТСК) Верховної ради Андрій Сенченко оприлюднив Проміжний звіт, згідно з яким загальна кількість загиблих, поранених і солдат, які померли від ран у боях під Іловайськом, становить до тисячі осіб. Загальні ж втрати під час епізоду прориву з оточення біля Іловайська за непрямими оцінками згідно зі звітом перевищили 300 осіб загиблими.
11 грудня 2014 Генпрокуратура оприлюднила дані, згідно з якими під Іловайськом загинув 241 український воїн.
16 березня 2015 слідством Військової прокуратури була встановлена загибель понад 360 військовослужбовців Збройних сил України, а також інших залучених до проведення військової операції формувань та підрозділів у боях під Іловайськом. Ще близько 180 осіб вважаються зниклими безвісти. Кількість поранених в результаті цих боїв перевищує цифру в 500 осіб.
У квітні 2015 року головний військовий прокурор, заступник генпрокурора України Анатолій Матіос повідомив, що «слідством підтверджено, шляхом отримання документальних матеріалів, загибель під Іловайськом 459 осіб, поранення 478 і також заподіяння матеріальної шкоди, шляхом втрати бойової техніки, на суму понад 70 мільйонів гривень»
В серпні 2015 року головний військовий прокурор Анатолій Матіос оприлюднив списки українських бійців, загиблих під час Іловайської трагедії. У звіті зазначено про загибель 366 солдатів: 209 прізвищ бійців вже встановлено, ще 157 залишаються невпізнаними. 158 осіб вважаються зниклими безвісти і, враховуючи можливе їхнє перебування в заручниках бойовиків, їхні прізвища не оприлюднюються. Ще 429 осіб дістали поранення.
2 вересня 2016 року Генеральний прокурор України Юрій Луценко підтвердив попередні дані про 366 загиблих осіб; 429 — отримали поранення різного ступеню тяжкості; 300 — потрапили у полон противника. Збройні Сили України зазнали значних втрат озброєння і військової техніки на суму майже 300 млн грн.
14 серпня 2017 року Генеральна прокуратура опублікувала звіт, в якому числа втрат не змінилися зі звіту 2015 року: 366 осіб загинули, 429 дістали поранення різного ступеня тяжкості, приблизно 300 потрапили в полон.
18 серпня 2017 року озвучено дані, що вісім українських бійців, які потрапили до полону в боях за Іловайськ, досі залишаються у полоні російських окупаційних сил.
27 серпня 2019 року Генеральний штаб Збройних Сил України оприлюднив дані щодо втрат військовиків Збройних сил у боях під Іловайськом у серпні 2014 року: 220 осіб загинуло, 44 поранено, 40 зникли безвісти, 13 утримувалися у заручниках станом на 22 серпня 2019 року. Були також уточнені втрати безпосередньо під час виходу «зеленим» коридором 29 серпня 2014 року: 129 осіб загинуло, поранено — 18, зникли безвісти — 22 особи (станом на 22 серпня 2019 року — 10 залишаються), у заручниках — 10 (станом на 29.08.2014). Озвучені дані не включали втрати військовиків добровольчих підрозділів Міністерства внутрішніх справ, які також брали участь у боях за Іловайськ.

#### Незалежні оцінки
7 листопада 2014 року було опубліковано результати незалежного розслідування, в якому вказані такі розміри втрат, що зазнала українська сторона: 229 загиблих, 270 поранених, 423 зниклих безвісти. У розслідуванні не вказано статистику деяких підрозділів, що здійснювали спробу прориву оточення зовні.

| Станом на сьогодні є остаточна цифра безповоротних утрат українських військ під Іловайськом й усіх загиблих та зниклих безвісти можна назвати поіменно. |
| — Ярослав Тинченко, 31 серпня 2017. |

31 серпня 2017 Тиждень опублікував результати трирічного дослідження, яке проводив Ярослав Тинченко, члени Національного військово-історичного музею та інші активісти. За його словами, опубліковані раніше доповіді Анатолія Матіоса були близькими до істини, проте потребували кількох уточнень: деякі солдати у звіті Матіоса загинули не під Іловайськом, а про деяких у звіті не було згадки. З урахуванням усіх правок, станом на кінець серпня 2017 року встановлено, що у боях під Іловайськом упродовж 7–31 серпня 2014 року загинуло 368 осіб, тіла 18 осіб не були взагалі знайдені — найімовірніше вони самостійно виходили іншими шляхами, були виявлені загонами проросійських бойовиків і страчені. Ці 18 осіб вважаються зниклими безвісти. З-поміж 368 загиблих лише 17 тіл є на кінець серпня 2017 невпізнаними, ще 24 є вже ідентифікованими за ДНК, проте родини не вірять у загибель людини, а тому в офіційних документах такі особи вважаються зниклими безвісти. Особливою категорією є приблизно 15 осіб, що вважаються в офіційних звітах зниклими безвісти, проте за багатьма ознаками найімовірніше є дезертирами.

### Російські втрати
14 вересня 2014 року міністр оборони України Валерій Гелетей зробив заяву, що під Іловайськом загинуло понад 300 громадян Російської Федерації.
28 серпня 2018 року начальник управління військово-цивільного співробітництва Збройних сил України Олексій Ноздрачов заявив, що під час наступу та блокування Іловайська 24—29 серпня 2014 року втрати російських військових становили понад 200 осіб убитими та близько 300 пораненими.
Ярослав Тинченко оцінює кількість загиблих солдат регулярних підрозділів Збройних сил РФ у боях за Іловайськ у 34 особи:
- 3 ос. — 6 ОТБр
- 4 ос. — 8 ОМСБр
- 2 ос. — 21 ОМСБр
- 8 ос. — 31 ОДШБр
- 2 ос. — 137 ПДП
- 2 ос. — 247 ДШП
- 6 ос. — 331 ПДП
- 2 ос. — 1065 АП
- 1 ос. — 16 ОБрСпП
- 1 ос. — 22 ОБрСпП
- 1 ос. — 346 ОБрСпП
- 2 ос. — 7 ВБ

У боях під Іловайськом були полонені щонайменше 17 російських військовослужбовців: 10 десантників під Дзеркальним, 3 солдат під Многопіллям і 4 у Червоносільському. Всі вони були згодом обміняні у різних епізодах.

### Втрати мирного населення
4 листопада 2014 року у статті видання Newsweek були наведені слова місцевого хірурга Михайла Головка, який стверджував, що загинуло близько 100 мирних жителів.
У серпні 2018 року була опублікована доповідь ООН, згідно з якою цивільні втрати в самому Іловайську оцінюються щонайменше у 36 осіб. Ще 5 смертей мирних жителів зафіксовано між м. Кальміуське (тоді Комсомольське) та с. Осикове — вони загинули від російських обстрілів, коли повз рухалася українська колона.
Доповідь ООН містила згадку про «масове поховання» біля школи № 14 в Іловайську, де базувався батальйон «Донбас». Поховання містило три тіла. Згідно з експертизою, двоє мали вогнепальні поранення від стрілецької зброї, а третя особа загинула імовірно внаслідок артилерійського обстрілу. Доповідь ООН містила оцінку цього поховання як порушення норми 115 міжнародного гуманітарного права, оскільки на могилі не були вказані прізвища похованих. Сергій Міщенко, лікар батальйону, який особисто віддавав наказ на поховання цих осіб, опублікував своє уточнення після виходу доповіді ООН. За його словами, всі три тіла при похованні були загорнуті у окремі предмети для легшої ідентифікації тіл надалі при перепохованні. Він також сказав, що одне ім'я вже було встановлене на момент поховання дружиною загиблого. Двох інших місцеві жителі не знали або побоялися назвати.

### Техніка
У лютому 2017 року проведено аналіз втрат української техніки, згідно з яким українські сили втратили у боях під Іловайськом, під час виходу з оточення, і спробах його деблокувати сумарно щонайменше 125 одиниць військової техніки, з яких: 21 танк, 43 БМП, 11 БТР, 14 САУ, 12 гаубиць, 2 установки РСЗВ і 22 одиниці іншої бронетехніки. З них майже половина дісталася проросійським силам як трофеї, зокрема 9 танків Т-64, 18 БМП-2, 2 одиниці САУ 2С19 «Мста-С» і один 2С5 «Гіацинт-С». Трофеї складалися майже виключно з техніки, що належала деблокувальним підрозділам (72-ї і 92-ї бригад), оскільки практично уся бронетехніка, що виходила з оточення під Іловайськом, була повністю знищена — відомо лише про вцілілий МТ-ЛБ 51-ї бригади і трофейний російський Т-72Б3, що українські військовики кинули в канаві під Новокатеринівкою. Стан трофейної техніки міг бути дуже різним — згадані самохідні установки «Мста-С» щонайменше наступні пів року після боїв перебували у ремонті на базі бойовиків.
Відомо щонайменше про 15 одиниць знищеної російської бронетехніки: 3 знищених і 1 підбитий танк Т-72Б3, 2 знищених Т-72БА, 5 знищених БМД-2, 4 МТЛБ та 1 БМП-2.

## Офіційні заяви щодо російських підрозділів вторгнення
Попри заперечення російської влади про участь у військовому конфлікті, українські військові заявляють про провідну роль російських збройних формувань у боях під Іловайськом.
За словами командувача південним оперативним командуванням генерал-майора Руслана Хомчака, який був в оточенні під Іловайськом до 31 серпня, біля Іловайська українським військовим протистояли регулярні війська Російської Федерації. За словами військового, він «Своїми очима з 24 по 28 серпня спостерігав там підрозділи Російської Федерації. 24 серпня ми вже мали з ними перший вогневий контакт в районі сіл Многопілля та Аграрне, що східніше Іловайська». За його словами, українським військам там протистояли батальйонні групи десантних, десантно-штурмових та мотострілецьких бригад.
Ключова роль російських військових підкреслюється також у доповіді російського опозиціонера Бориса Нємцова «Путін. Війна», яка була оприлюднена колегами 12 травня 2015 року після його вбивства. Згідно з зібраними достовірними даними не менше 150 російських солдатів загинули в серпні 2014 року перед подіями біля Іловайська. Родичі загиблих військовослужбовців, як повідомляється в доповіді, отримали по 2 млн руб. і дали підписку про нерозголошення щодо обставин їхньої загибелі.
13 серпня 2015 р. представник Центрального науково-дослідного інституту Збройних Сил України заявив, що у боях за Іловайськ брали участь понад 4000 військових Російської Федерації.
19 жовтня 2015 р. Міністерство оборони України опублікувало доповідь, на якій підрозділами вторгнення були названі 4 БТГр, сформовані на основі 247 ДШП 7-ї дивізії, 331 ПДП 98-ї дивізії, 19 ОМСБр та 56 ОДШБр. Крім них згадано участь 10 ОБр СпП, 22 ОБр СпП, 24 ОБр СпП, 346 ОБр СпП, 25 ОП СпП та 45 ОБр СпП.

### Реакція Росії
- 29 серпня 2014 року МЗС Росії опублікувало заяву, в якій згадало про «„роботу“ в Україні американських спецпризначенців у відставці» і «роль американських радників та інструкторів в організації бойових дій українських силовиків». Щодо участі росіян, у заяві МЗС було вказано, що «в Україні є добровольці з Росії, причому по обидві сторони протистояння»[104][105].

## Розслідування

### Тимчасова слідча комісія
4 вересня 2014 року Верховна Рада України створила для з'ясування обставин тимчасову слідчу комісію (ТСК) на чолі з Андрієм Сенченком з «Батьківщини».
20 жовтня тимчасова слідча комісія Верховної Ради з розслідування обставин трагедії під Іловайськом заявила, що в цих подіях винен ексміністр оборони Валерій Гелетей і начальник генштабу Віктор Муженко.
Висновки ТСК:
1. В основі причин, які привели до Іловайської трагедії, полягають фундаментальні проблеми в організації оборони країни.
2. Незапровадження воєнного стану призвело до дезорганізації управління військовими діями, що значною мірою зумовило Іловайські події.
3. Помилкові кадрові рішення істотно ускладнили обстанову, а неадекватні дії міністра оборони Валерія Гелетея і начальника Генерального штабу Віктора Муженка призвели до Іловайської трагедії.

На думку членів комісії, трагічному розвитку подій реально могла перешкодити своєчасна реакція цих людей на інформацію про вторгнення російських військ, що надходила з 23 серпня. Іловайська трагедія мала не лише важкі військові, але й не менш тяжкі політичні наслідки для країни, зокрема через прийняття «Мінських домовленостей» під тиском трагедії в Іловайську. Повний текст проміжного звіту ТСК з розслідування трагічних подій під Іловайськом опубліковано «Українською правдою».

### Кримінальна справа
4 вересня 2014 року Генеральна прокуратура України відкрила кримінальну справу через загибель силовиків в оточеному Іловайську на Донеччині.
7 жовтня 2014 заступник генпрокурора України Анатолій Матіос зробив висновок, що головний винуватець Іловайської трагедії — 5-й батальйон територіальної оборони «Прикарпаття»: «[Бійці батальйону „Прикарпаття“] вчинили злочин, бо стали першопричиною масового ефекту доміно у зоні Іловайська. Служили-служили і зробили те, що зробили, — залишили місце несення служби, оголили фланг і поїхали через всю Україну зі штатною зброєю на шкільних автобусах».
Івано-Франківський обласний військовий комісар Ігор Павлюк, котрий займався формуванням батальйону «Прикарпаття» вважає, що влада шукає «цапа-відбувайла».
5 серпня 2021 року генпрокурор України Ірина Венедіктова заявила про наміри розсекретити матеріали справи про Іловайську трагедію, СБУ скерувала клопотання до Генштабу.

#### Кримінальне розслідування збройної агресії РФ
2 вересня 2016 року Генеральний прокурор України Юрій Луценко оприлюднив звіт «Про результати розслідування кримінального провадження за фактом розв'язання і ведення представниками влади та Збройних Сил Російської Федерації агресивної війни проти України».
Було встановлено, що основним чинником, який за висновками експертів єдиний знаходиться у прямому причинно-наслідковому зв'язку з Іловайською трагедією, — військова агресія Збройних Сил Російської Федерації, пряме військове вторгнення на територію України.
З метою уникнення поразки терористичних організацій «ДНР» і «ЛНР» керівництвом РФ в другій половині серпня 2014 року організовано вторгнення на територію Донецької області із застосуванням мінометних, артилерійських та реактивних обстрілів з російської території позицій Збройних Сил України. Наймасштабніше вторгнення Збройних Сил Російської Федерації відбулось 24 серпня 2014 року. На військовій техніці Збройних Сил Російської Федерації були зняті або замасковані тактичні знаки. Водночас з метою введення в оману та подальшого вбивства українських військовослужбовців, на російській техніці були нанесені розпізнавальні позначки українських підрозділів, що заборонено Женевською конвенцією.
Враховуючи реальну загрозу російського вторгнення на всій ділянці кордону, Збройні Сили України не мали достатньої кількості сил для нарощування військ на Донецькому напрямку та одночасного забезпечення оборони інших ділянок державного кордону.
Керуючись висновками експертизи про російську військову агресію, як основного чинника зазначених втрат та на підставі зібраних доказів, Генеральною прокуратурою України 8 серпня 2016 року повідомлено про підозру у вчиненні особливо тяжких злочинів проти основ національної безпеки України, миру та міжнародного правопорядку 20 особам з-поміж представників влади і керівництва Збройних Сил Російської Федерації, зокрема Міністру оборони РФ Сергію Шойгу, начальнику Генерального штабу ЗС РФ Валерію Герасимову та іншим.
14 серпня 2017 року повідомлялося, що Генеральна Прокуратура України передала до Офісу прокурора Міжнародного кримінального суду інформацію про масове вбивство військових ЗСУ під Іловайськом 2014 року.
Станом на серпень 2021 року відносно 12 російських військових в Україні є кримінальні провадження та їм оголошені підозри за посягання на територіальну цілісність нашої країни, ведення агресивної війни, порушення законів та звичаїв війни в поєднанні з вбивством. За даними слідства ці військовослужбовці причетні до організації вторгнення регулярних російських військ та віроломного вбивства українських воїнів під час виходу з оточення біля Іловайська по так званому «зеленому коридору».

## Оцінки та критика

### Військовий парад 2014 року
Вище керівництво України неодноразово критикували у суспільстві за те, що військовий парад до Дня незалежності було проведено у той час, коли йшли бої під Іловайськом. Цю критику озвучували як під час подій 2014 року, так і згодом. Віктор Муженко в інтерв'ю 2019 року стверджував, що під час підготовки до параду та його проведення Порошенку та командуванню нічого не було відомо про оточення під Іловайськом.
У 2017 році Генеральна прокуратура повідомила, що під час розслідування Іловайської трагедії встановили, що проведення параду не вплинуло на рівень боєздатності Збройних сил України під час боїв за Іловайськ:

| Установлено, що проведення військового параду жодним чином не вплинуло на рівень боєздатності сил АТО, оскільки до нього були залучені підрозділи, які майже повністю комплектувалися за рахунок військовослужбовців строкової служби і курсантів військових навчальних закладів, не мали необхідного рівня готовності до виконання завдань, а тому не могли залучатись до проведення антитерористичної операції |
| — Генеральна прокуратура України, 2017 |

## Вшанування
- У серпні 2019 року в Україні було запроваджено День пам'яті захисників України, який відзначатимуть 29 серпня. Дата приурочена до дня найбільших втрат української армії на Донбасі — дня виходу з оточення в Іловайську.

### Заходи

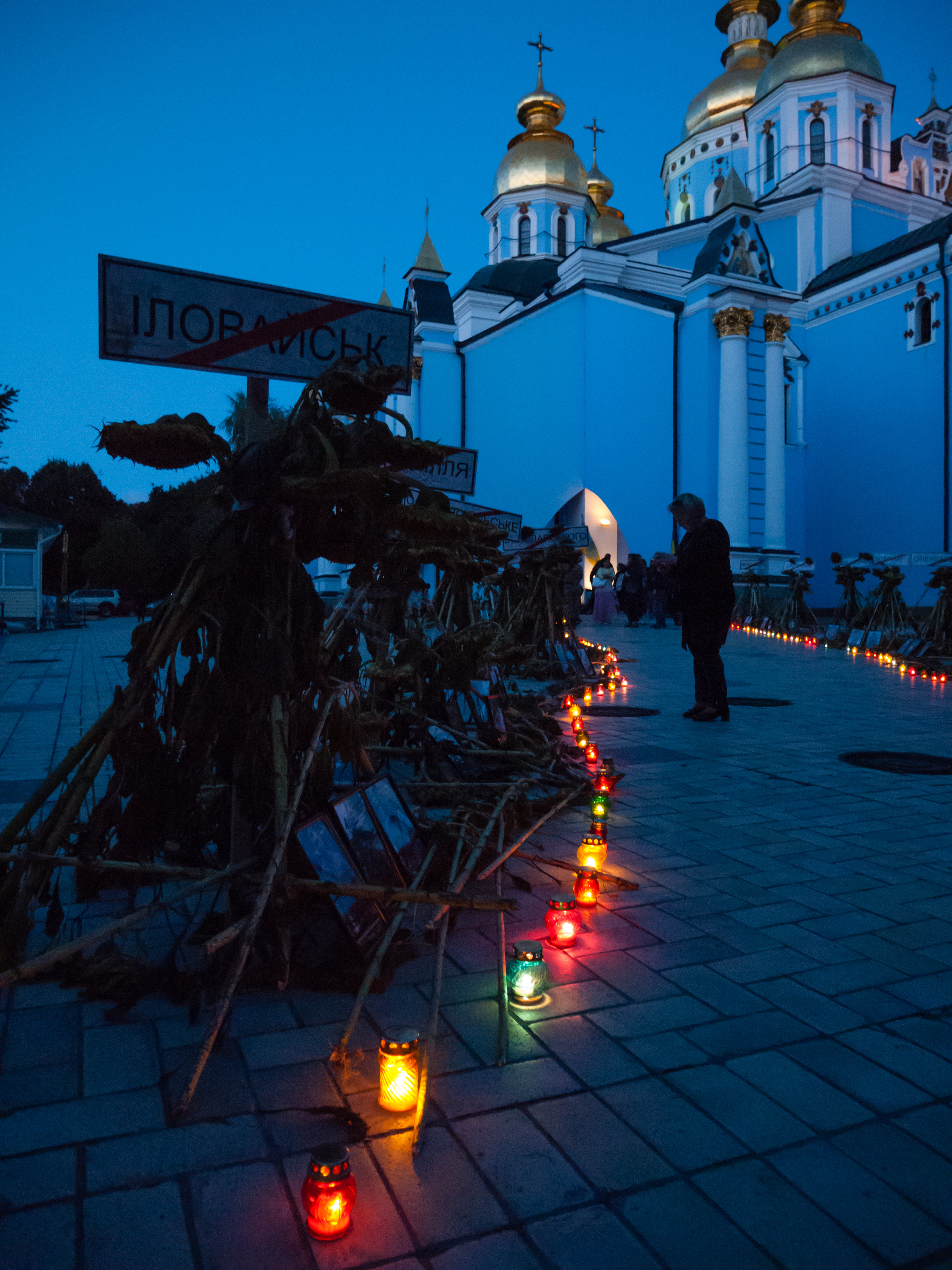
«Блокпост Пам'яті» 2017

29 листопада 2014 року нагороджений капітан медичної служби Андрій Садовник, який у складі 61-го мобільного госпіталю протягом чотирьох діб евакуював понад 600 поранених та полонених українських військовослужбовців з Іловайського котла. Заступник Міністра оборони України — керівник апарату Петро Мехед вручив Садовнику медаль «Знак пошани».
17 вересня 2014 Володимир Царенко опублікував вірш «Он выходил с под Иловайска» про українських воїнів, які захищали Іловайськ. Згодом вірш виконали як пісню.
28-29 серпня 2017 року на території Михайлівського Золотоверхого монастиря у Києві проходила виставка «Блокпост Пам'яті», організована МАДФ «Цитадель». 29 серпня 2017 на Михайлівській площі відбулося вшанування пам'яті полеглих, о 12:00 відслужили молебень.

### Пам'ятники
29 серпня 2020 року у місті Кривому Розі було відкрито пам'ятник загиблим учасникам російсько-української війни «Іловайський хрест».
Одним з ініціаторів створення пам'ятника є колишній куратор батальйону «Кривбас» Микола Колесник, автор пам'ятника – криворізький скульптор Микола Гапон. Головним елементом пам'ятника є збільшена у 40 разів копія народної нагороди «Іловайський хрест». Матеріал пам'ятника — граніт та бронза, загальна вага становить близько 500 кілограмів.
Кошти на виготовлення пам'ятника впродовж двох років збирали волонтери та представники батальйону «Кривбас».

Пам'ятник «Іловайський хрест» у Кривому Розі

### У культурі
Виставки
- «Іловайськ 2014», м. Київ (2025)[130]

Книжки
- Євген Положій «Іловайськ» (2015)
- Роман Зіненко «Іловайський щоденник» (2017)
- Віктор Чернієнко "Боже, бережи Україну!" на реальних подіях формування Іловайського котла  (2018)
- Роман Зіненко «Хроніка Іловайської трагедії. Війна, якої не було» (2019)
- Ірина Вовк "На щиті" (2020)

Фільми
- Іловайськ 2014. Батальйон Донбас (2019)

Музичне мистецтво
- Дума про Савур-Могилу. Автор і виконавець — кобзар Тарас Компаніченко. Твір також виконується гуртом «Хорея Козацька».[оригінальне дослідження?]
- Та шукав козак чести й слави… Пісня. Автор і виконавець — кобзар Тарас Компаніченко.[оригінальне дослідження?]

## Матеріали
- Генеральний штаб ЗСУ, Аналіз бойових дій в районі Іловайська після вторгнення російських військ 24-29 серпня 2014 року [Архівовано 20 жовтня 2015 у Wayback Machine.] // Міністерство оборони України, 19 жовтня 2015
- Тимчасова слідча комісія Верховної Ради, Звіт парламентської Слідчої комісії // Верховна рада України, 20 жовтня 2014
- Порушення прав людини та міжнародного гуманітарного права в контексті подій під Іловайськом в серпні 2014 року [Архівовано 17 серпня 2018 у Wayback Machine.] // Рада ООН з прав людини, 2018
- Стислий опис подій від начштабу АТО В. Назарова [Архівовано 2 квітня 2015 у Wayback Machine.] // Міністерство оборони України
- Віктор Муженко, «Росіяни в Іловайську розстріляли і своїх військових разом з нашими» // Українська правда, 21 серпня 2015
- Серпень 2014-го. Іловайськ. Частина І. Невиправдні сподівання на перемогу / Ярослав Тинченко // Український тиждень. — .
- Ярослав Тинченко, «Серпень 2014-го. Іловайськ. Частина ІІ.» [Архівовано 17 жовтня 2015 у Wayback Machine.] // Український тиждень, 25 серпня 2015
- Ярослав Тинченко, «Серпень 2014. Іловайськ. Частина ІІІ. Спроба деблокади „Іловайського котла“, 27 — 28 серпня» // Український тиждень, 27 серпня 2015
- Ярослав Тинченко, «Серпень 2014 року. Іловайськ. Частина IV. Чому і як виходила з оточення „північна“ група генерала Руслана Хомчака» // Український тиждень, 3 вересня 2015
- Ярослав Тинченко, «Серпень 2014 року. Іловайськ. Частина V. Вихід „південної“ групи.» // Український тиждень, 15 вересня 2015
- Ярослав Тинченко, «Іловайськ. Ексгумація. Підсумки» // Український тиждень, 11 липня 2015
- Ярослав Тинченко, «Іловайськ: цифри і факти» // Український тиждень, № 45, 7 листопада 2014
- Ярослав Тинченко, «Як російські війська 23 серпня заходили на Донбас» // Український тиждень, 23 грудня 2014
- «Иловайск. Все точки над i: анализ боевой обстановки» // petrimazepa.com, 15 серпня 2015
- «Иловайск. Все точки над i: Интервью с Виктором Муженко» // petrimazepa.com, 15 серпня 2015
- «Иловайск. Все точки над i: Интервью с Игорем Палагнюком» // petrimazepa.com, 12 серпня 2015
- «Иловайск. Все точки над i: Интервью с Вячеславом Власенко (Филином)» // petrimazepa.com, 12 серпня 2015
- «Иловайск. Все точки над i: Интервью с Юрием Мельником» // petrimazepa.com, 12 серпня 2015
- «Иловайск. Все точки над i: Интервью с Андреем Тетеруком» // petrimazepa.com, 18 серпня 2015
- «Подвиг и трагедия Иловайска» // censor.net, 5 вересня 2014
- «Гусям російським» до останнього давали змогу піти з України — полковник ЗСУ про Іловайськ [Архівовано 8 вересня 2016 у Wayback Machine.], // Радіо «Свобода», 28 серпня 2015
- «ИЛОВАЙСКАЯ ОПЕРАЦИЯ. БОЙ С ТАНКАМИ НА ОПОРНОМ ПУНКТЕ 40.03» // censor.net, 28 серпня 2015
- Геннадій Карпюк, Переосмислення іловайських подій [Архівовано 4 серпня 2020 у Wayback Machine.] // Український тиждень, 11 вересня 2018

### Відео
- Єгор Воробйов, Іловайськ: репортаж із пекла [Архівовано 31 серпня 2021 у Wayback Machine.] // канал Еспресо, 01 грудня 2014
- Ростислав Шапошников, Иловайск-2014. Страшная правда. Полный фильм [Архівовано 6 вересня 2018 у Wayback Machine.] // Roadcontrol, 30 серпня 2018
- Смертельная ловушка Иловайск // WDR, 1 червня 2015
- 08.2014. Розповідь про події в Іловайську [Архівовано 29 серпня 2021 у Wayback Machine.] // UA:Перший, 29 серпня 2018
- Семен Семенченко  про «Іловайський котел» (повне інтерв'ю) на YouTube // Громадське Телебачення, 3 вересня 2014
- Микола Ляхович  про загиблих під час штурму Іловайська 10 серпня 2014р на YouTube // Громадське Телебачення, 12 серпня 2014
- Герої, які загинули під Іловайськом. Реквієм за загиблими Героями на YouTube